# 1884 au Canada
Pour un article plus général, voir Chronologie du Canada.
Cet article traite des événements qui se sont produits durant l'année 1884 au Canada.

## Événements

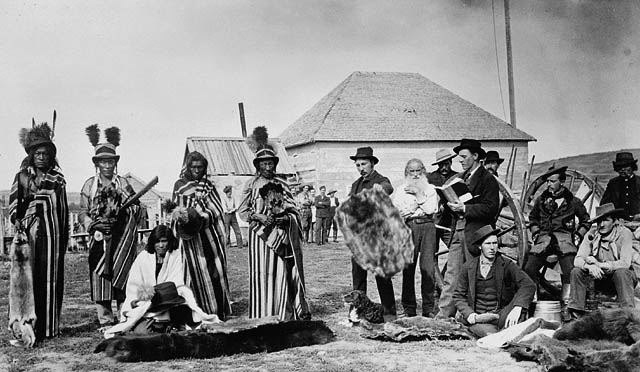
Big Bear au Fort Pitt, Saskatchewan, en 1884

### Politique
- 23 janvier : le conservateur John Jones Ross remplace Joseph-Alfred Mousseau comme premier ministre du Québec.

- 28 juillet : William Stevens Fielding devient premier ministre de la Nouvelle-Écosse, remplaçant William Thomas Pipes.

- 15 août : adoption du Drapeau de l'Acadie.

- Octobre : contigent canadien en Égypte pour participer à l'expédition du Nil dans le but de faire lever le siège de Khartoum au Soudan. Elle est menée par un militaire de qui avait fait carrière au Canada soit Garnet Joseph Wolseley. Ils vont arriver trop tard. 16 canadiens perdent la vie dans cette expédition.

- Les métis des Territoires du Nord-Ouest, appuyé par un certain nombre de colons blancs opposés au gouvernement conservateur de John A. Macdonald, rappellent d’exil Louis Riel pour soutenir leurs revendications. En décembre, La pétition modérée transmise par Riel est ignorée par le gouvernement d’Ottawa. Riel décide de passer à la tactique insurrectionnelle.
- Rassemblement des Indiens dirigés par les chefs Cree Big Bear et Poundmaker à la fin de l’année. Fixés dans leurs réserves depuis la disparition des bisons, ils réclament des conditions de vie meilleures. L’indifférence du gouvernement les poussera à rejoindre l’insurrection des métis.
- Fondation de Fort Reliance par Jack McQuesten près de ce que sera plus tard Dawson City au Yukon.

### Sport

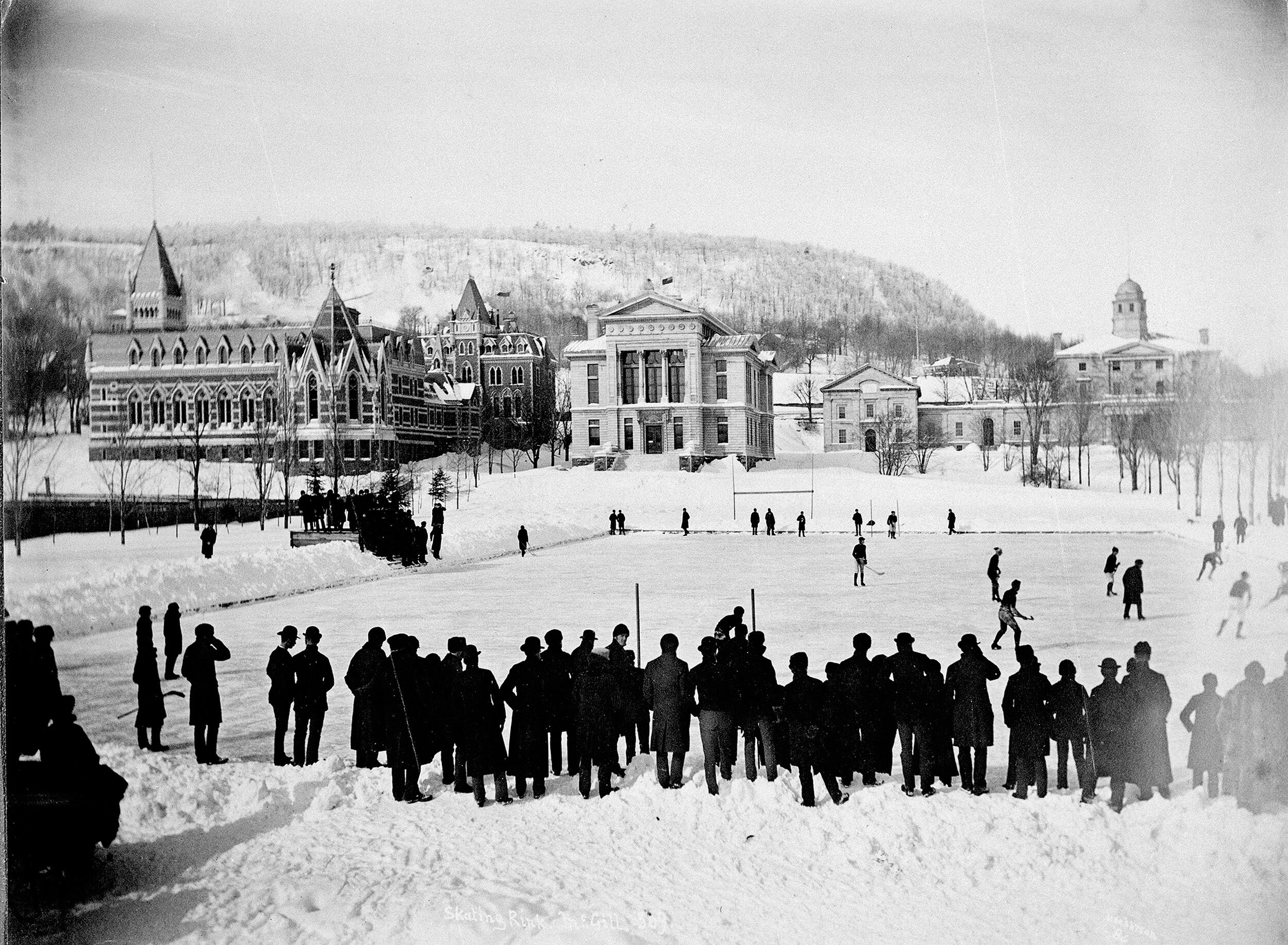
Hockey à l'université McGill en 1884

- Ned Hanlan gagne un cinquième championnat consécutif en aviron.

### Science
- Découverte du premier fossile de dinosaure en Alberta par Joseph Burr Tyrrell.

### Culture
- 20 octobre : début du journal La Presse à Montréal.
- Livre La lanterne d'Arthur Buies.

### Religion
- Érection du diocèse anglican de Qu'Appelle.
- 27 septembre : Arrivée de religieuses de la congrégation des Filles de la Sagesse. Elles s'établissent à Montfort (Québec).

## Naissances
- 6 avril : Walter Huston, comédien.
- 12 avril : Maurice Brasset, homme politique fédéral provenant du Québec.
- 1er mai : Henry Norwest, soldat de la Première Guerre mondiale.
- 25 juillet : Davidson Black, anthropologue.
- 27 août : John Edward Brownlee, premier ministre de l'Alberta.
- Jules Fournier : journaliste.

## Décès
- 20 février : Abram William Lauder, politicien.
- John Ferris (homme politique)